# Felipe d'Aunay
Felipe d'Aunay (?-19 de abril de 1314), escudero normando, amante de Margarita de Borgoña, esposa del heredero al trono de Francia, Luis.
Después de 1310 comenzó a frecuentar la corte de Francia junto a su hermano mayor Gualterio d'Aunay, que estaba al servicio del conde de Potiers, segundo hijo del Rey Felipe IV, el Hermoso.
Durante una visita del rey de Inglaterra, Eduardo II y su mujer Isabel de Francia, también hija de Felipe IV, se arrestó a los dos hermanos, acusados de ser los amantes de dos de las princesas reales, en el conocido como escándalo de la torre de Nesle. Gualterio fue acusado de ser el amante de Blanca de Borgoña, esposa de Carlos, tercer hijo del rey, y Felipe de ser el amante de Margarita de Borgoña, esposa de Luis, heredero al trono de Francia, .
También las princesas fueron apresadas, además de Juana de Borgoña esposa del segundo hijo del rey, Felipe, por encubrir estos amoríos.
Después de ser interrogados y torturados, Felipe y su hermano admitieron su culpabilidad, así como también las princesas que fueron encarceladas. Los hermanos fueron enjuiciados y sentenciados a morir públicamente.
El 19 de abril de 1314 fueron capados, desollados, decapitados y descuartizados. Sus genitales, instrumento del crimen cometido, fueron dados a comer a los perros.